# زهير بن سليمان
زهير بن سليمان بن هبة بن جماز بن منصور  أمير المدينة المنورة ما بين (865هـ- 874هـ) الملقب بالجيوشي.
ولي المدينة بعد زبيري بن قيس بن ثابت في آخر سنة 865هـ، فاستمر إلى شوال سنة 865هـ لمدة أربعة أشهر بضيغم بن خشرم، ثم أعيد وظل والياً على المدينة حتى وأعيد بعده ضيغم بن خشرم أميراً على المدينة، توفي في صفر سنة 874 هـ.

## نسبه
زهير بن هبة بن سليمان بن جماز بن منصور بن جماز بن شيحة بن هاشم ابن قاسم بن مهنا بن الحسين بن مهنا بن داود بن قاسم بن عبيد الله بن طاهر بن يحيى بن الحسين بن جعفر بن عبد الله بن الحسين بن زين العابدين بن الحسين بن علي بن أبي طالب.